# Кзылтан (станция)
Кзылтан — железнодорожная станция Алматинского отделения Казахстанских железных дорог на участке Берлик I — Актогай.
Станция расположена в селе Кызылтан Жамбылского района Алматинской области.

## История
Предшественником станции Кзылтан был Разъезд № 79, сооружённый при строительстве Турксиба. Открыт в 1931 году. Современное наименование было присвоено в 1959 году. В переводе с казахского название станции означает «красный рассвет».
В 2001 году была осуществлена электрификация переменным током напряжением 25 кВ.